# Myrica faya

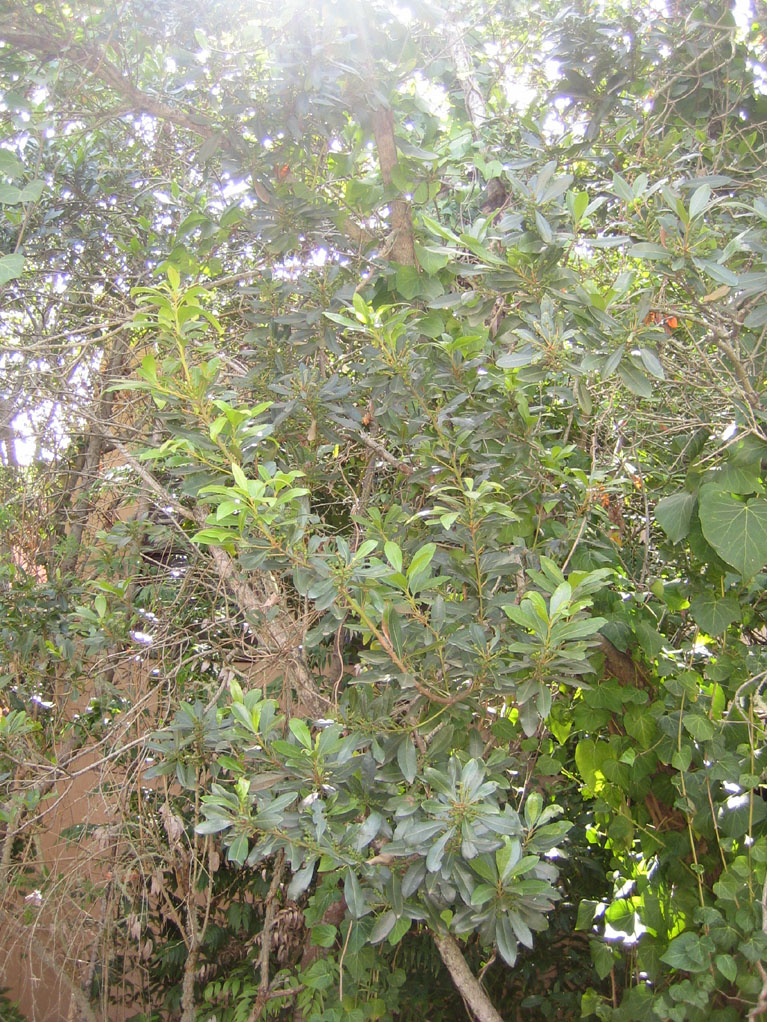
Vista de la planta al Parc Nacional de Garajonay, a La Gomera.

Myrica faya és una espècie de planta de la família de les Miricàcies, la qual pot ser trobada comunament en boscos i zones de males herbes forestals degradades de les Illes Occidentals i Gran Canària, entre els 400 i 1500 m d'altitud.
És un arbust perenne o un arbre petit que pot arribar a mesurar fins a 10 m. Les branques són petites amb els pels peltats. Les fulles són lanceolades que mesuren entre 4 i 12 cm amb una base cuneïforme. Els aments són generalment ramificats (entre fulles). El fruit és una drupa de color vermellós a negre i de superfície carnosa, aspre i cerosa.